# Wasserburg Daugendorf
Die Wasserburg Daugendorf, auch Weber's Burschel genannt, ist eine abgegangene Wasserburg bei 532 m ü. NN auf einem Burghügel 15 Meter südlich der Kirche im Ortsteil Daugendorf der Stadt Riedlingen im baden-württembergischen Landkreis Biberach.
Die ehemalige Wasserburg, heute ein Burghügel in Hanglage, wurde 1385 mit der Zerstörung erwähnt. Als ehemalige Besitzer werden die Herren von Daugendorf und die Grafen von Veringen genannt. Von der Burganlage ist nur noch der vier bis fünf Meter hohe Burghügel mit einer Oberfläche von 22 mal 15 Meter erhalten.